# Virginie Coossa
Virginie Coossa, née le 24 août 1977 à Saint-Bruno-de-Montarville dans l'agglomération de Longueuil au Québec, est une personnalité de la télévision québécoise.

## Biographie
Elle a fait ses études secondaires à Saint-Hubert (Longueuil) à l'École secondaire Mgr-A.M.-Parent dans le programme Douance-Musique où elle jouait des percussions et elle a participé au premier enregistrement du programme. Elle entreprend, par la suite, ses études collégiales au Collège André-Grasset et obtient son diplôme en 1996. 
Elle a été coanimatrice de Loft Story avec Renée-Claude Brazeau.
Elle s'est mariée avec l'auteur et comédien Claude Meunier le 24 août 2022. 